# 高橋健治
高橋 健治（たかはし けんじ、1934年 -）は、日本の生化学者。

## 略歴
長野県諏訪郡下諏訪町出身。長野県諏訪清陵高等学校を経て、1957年東京大学理学部卒業。1962年同大学大学院化学系研究科博士課程修了。赤堀四郎、江上不二夫のもとで研究を行う。日本学術振興会奨励研究生。1963年東京大学助手。リボヌクレアーゼT1の精製法を確立して全構造を決定する。1973年同大学講師。1974年京都大学教授。1984年東京大学教授。1995年退官後、名誉教授。同年東京薬科大学生命科学部教授・学部長。2005年退官後、名誉教授。

## 受賞歴
- 日本生化学会奨励賞 1965年